# Hundszell (Thalmässing)
Hundszell ist ein Gemeindeteil des Marktes Thalmässing im Landkreis Roth im (Mittelfranken, Bayern). Hundszell liegt in der Gemarkung Landersdorf.

## Lage
Die Einöde Hundszell liegt im südlichen Teil des Hilpoltsteiner Landes auf circa 549 m ü. NHN rechts der Thalach auf der Jura-Hochfläche der Südlichen Frankenalb südöstlich von Landersdorf. Hundszell ist über einen Anliegerweg von Landersdorf aus in südlicher Richtung zu erreichen; Landersdorf liegt an der Kreisstraße RH 33. Die Flurgröße beträgt 97 Hektar.

## Ortsnamensdeutung
Der Namensteil „-zell“ verweist auf eine geistliche Gründung, dessen (erster?) Verwalter mit dem Personennamen „Hunt“ für die Einöde namensgebend wurde.

## Geschichte
Hundszell wurde 1395 erstmals urkundlich erwähnt. Auch wenn in der Urkunde von einem Ulrich Utz von „Hunczell“ die Rede ist, dürfte die Einöde kein Adelssitz gewesen sein, zumal als Siegler der Urkunde neben Heinrich von „Mörspach“ die Bürger zu Greding auftreten. Gegründet wurde Hundszell durch ein Kloster oder durch das Bistum Eichstätt. Grundherr der Einöde wurde das Domkapitel zu Eichstätt, die Hochgerichtsbarkeit hatte das markgräflich-ansbachische Oberamt Stauf-Landeck inne. 1535 wurde an einem „Steffan Peyrn“ von Hundszell „eine entleybung begangen“; der Mord wurde 1546 gesühnt.
Mit der Durchführung der Reformation im Markgrafentum Ansbach mussten auch die domkapitlischen Untertanen in Hundszell den lutherischen Glauben annehmen und gehörten damit nicht mehr zur Pfarrei (Groß)Hebing, sondern zur Pfarrei St. Michael in Thalmässing. Die Dorf- und Gemeindeherrschaft übte weiterhin, durch den Rezess von 1736 zwischen dem Hochstift Eichstätt und dem Fürstentum Ansbach noch einmal bestätigt, das Domkapitel aus.
Während Hundszell noch gegen Ende des Alten Reiches, um 1800, aus zwei Anwesen (ein Zweidrittel- und ein Drittelhof) bestand, wurden 1900 und 1950 drei Anwesen/Wohngebäude, 1961 wieder nur zwei Wohngebäude gezählt.
Im Königreich Bayern wurde Hundszell Teil des Steuerdistrikts Waizenhofen. Am 17. August 1818 wurde die Ruralgemeinde Landersdorf gebildet, der neben den beiden Kirchdörfern Landersdorf und Göllersreuth die Einöden Feinschluck, Hundszell und Kätzelmühle angehörten. Diese Gemeinde war ab 1. Oktober 1809 dem Landgericht Raitenbuch, ab 1812 dem Landgericht Greding zugeordnet.
1875 wurden in Hundszell an Großvieh sieben Pferde und 33 Stück Rindvieh gehalten. Die Kinder gingen nach Landersdorf zur Schule, heute besuchen sie die Grundschule in Thalmässing.
Am 1. Juli 1971 wurde die Gemeinde Landersdorf und damit Hundszell in den Markt Thalmässing eingegliedert.

### Einwohnerentwicklung
- 1818: 14 (2 „Feuerstellen“ = Haushaltungen, 2 Familien)[18]
- 1823: 11 (2 Höfe)[19]
- 1840: 19 (2 Häuser, 2 Familien)[20]
- 1871: 14 (11 Gebäude)[21]
- 1900: 20 (3 Wohngebäude)[22]
- 1937: 13 Protestanten, keine Katholiken[23]
- 1950: 24 (3 Höfe)[24]
- 1961: 13 (2 Wohngebäude)[25]
- 1970: 10[26]
- 2015: 9[27]

## Baudenkmal
Als Baudenkmal gilt der Altbau des Bauernhauses Hundszell 1, ein zweigeschossiger Walmdachbau, dessen Türgewände mit 1845 bezeichnet ist.

## Freizeit
Seit 1997 gibt es den 120,9 Kilometer langen Rundwanderweg Allersberg – Allersberg, der auch über Hundszell führt.